# Clubiona pahilistapyasea
Clubiona pahilistapyasea là một loài nhện trong họ Clubionidae.
Loài này thuộc chi Clubiona. Clubiona pahilistapyasea được Alberto Barrion & James A. Litsinger miêu tả năm 1995.